# Ismael Rivero
Ismael Rivero – piłkarz urugwajski, napastnik.
Jako piłkarz klubu Rampla Juniors wziął udział w turnieju Copa América 1941, gdzie Urugwaj został wicemistrzem Ameryki Południowej. Rivero zagrał we wszystkich czterech meczach - z Ekwadorem (zdobył 3 bramki), Chile, Argentyną i Peru. Jako zdobywca 3 bramek został wicekrólem strzelców turnieju.
Wkrótce po mistrzostwach kontynentalnych Rivero przeniósł się do Argentyny, gdzie w 1941 roku razem z klubem River Plate zdobył tytuł mistrza Argentyny. W 1942 roku był piłkarzem klubu Tigre Buenos Aires. Łącznie w lidze argentyńskiej Rivero rozegrał 22 mecze i zdobył 13 bramek.
Rivero od 18 lipca 1940 roku do 26 lutego 1941 roku rozegrał w reprezentacji Urugwaju 6 meczów i zdobył 5 bramek.